# Villalcón
Villalcón település Spanyolországban, Palencia tartományban. Villalcón Población de Arroyo, Cervatos de la Cueza, Valle del Retortillo, San Román de la Cuba, Pozo de Urama és Villada községekkel határos. Lakosainak száma 48 fő (2024).

## Népesség
A település népessége az elmúlt években az alábbi módon változott:
| Lakosok száma | 88   | 82   | 77   | 71   | 67   | 72   | 68   | 61   | 58   | 48   |
|               | 2001 | 2004 | 2007 | 2009 | 2012 | 2014 | 2017 | 2019 | 2022 | 2024 |